# کانویر ایکس-۱۱
کانویر ایکس-۱۱ (به انگلیسی: Convair X-11) که به نام اتلس A نیز شناخته می‌شود، اولین پیش‌نمونه موشک اتلس بود که در تاریخ یازدهم ژوئن ۱۹۵۷ پرتاب شد. ایکس-۱۱ بر خلاف دیگر موشک‌های اتلس از فناوری «یک مرحله و نیم» استفاده نمی‌کرد و موتورهای تقویتی از آن جدا نمی‌شدند.